# Kathleen M. Butler
Kathleen M. Butler (27 de febrero de 1891 - 19 de julio de 1972) fue una administrativa australiana, que dedicó la mayor parte de su carrera en el Departamento de Transportes de Nueva Gales del Sur a gestionar aspectos técnicos y contractuales de la construcción del puente de la bahía de Sídney, trabajando como secretaria confidencial (un rol que hoy se llamaría asesor técnico o gerente de proyecto) del ingeniero jefe John Bradfield.
Su destacada intervención en el proyecto hizo que recibiera el apodo de la "madrina del puente de la bahía de Sídney", siendo también conocida como la "chica del puente". Su inusual cometido en aquella época despertó mucho interés en la prensa de Australia y de Gran Bretaña.

## Primeros años
Kathleen Muriel Butler nació en 1891 Lithgow (Nueva Gales del Sur), en una familia que contaba con siete hermanos. Creció en la zona de las Montañas Azules y asistió a la escuela en Mount Victoria, localidad donde su padre, William Henry Butler, era jefe de estación. Más adelante, continuó sus estudios en el Convento Mount St. Mary, en Katoomba. Años después, Butler atribuyó sus habilidades en ingeniería a su madre Annie Butler (de soltera Gaffney), "que era notablemente inteligente dibujando planos de casas y supervisando edificios".

## Carrera
Al dejar la escuela, en algún momento antes de 1910, Butler fue nombrada empleada y mecanógrafa de W F Burrow, director de la oficina de pruebas del gobierno de Nueva Gales del Sur (NSW) en Lithgow, creada para inspeccionar la calidad de la producción de las ferrerías locales, época en la que todavía no tenía cualificación técnica. El 10 de diciembre de 1910 (con 19 años) fue trasladada al Departamento de Obras Públicas de Nueva Gales del Sur en Sídney.
Se unió al personal del ingeniero jefe designado para la construcción del ferrocarril metropolitano cuando se creó en 1912 un departamento para resolver los problemas del transporte de viajeros en Sídney. Este fue el comienzo de su larga relación profesional con John Bradfield, trabajando como su Secretaria Confidencial. Durante la década siguiente, "llegó a dominar todo tipo de cuestiones técnicas complejas de ingeniería" hasta convertirse en una directora de proyectos técnicos altamente cualificada.
Bradfield inicialmente favoreció la construcción de un puente de rasante elevada mediante voladizos (sin necesidad de estribos), situado entre Dawes Point y McMahons Point. En 1916, la Asamblea Legislativa aprobó el proyecto de ley para la construcción de un puente mediante voladizos, aunque el Consejo Legislativo rechazó la ley alegando que sería mejor utilizar el dinero para contribuir al esfuerzo bélico requerido por la Primera Guerra Mundial. Pero Bradfield continuó trabajando en el proyecto, y junto con su equipo desarrolló especificaciones completas y un plan para financiar la construcción de un puente mediante voladizos. Después de viajar al extranjero en 1921 para conocer licitaciones de proyectos similares, llegó a la conclusión de que se debían incluir en la licitación tanto diseños de puentes mediante voladizos como diseños de puentes en arco. La ley necesaria finalmente se aprobó en 1922, la "Ley núm. 28 del puente de la bahía de Sídney", para la construcción de un puente mediante voladizos o con forma de arco y rasante elevada a través de la bahía de Sídney, conectando Dawes Point con Milson's Point. La ley también preveía la construcción del puente y sus accesos, e incluía el tendido de líneas ferroviarias electrificadas. Butler había preparado las notas presentadas con la Ley Nº 28 del Puente de la bahía de Sídney cuando se presentó a la Asamblea en 1921 y "estas Notas contribuyeron materialmente a la aprobación del proyecto de ley por la Asamblea y el Consejo", aunque todavía se producirían algunos retrasos durante la tramitación de la ley.

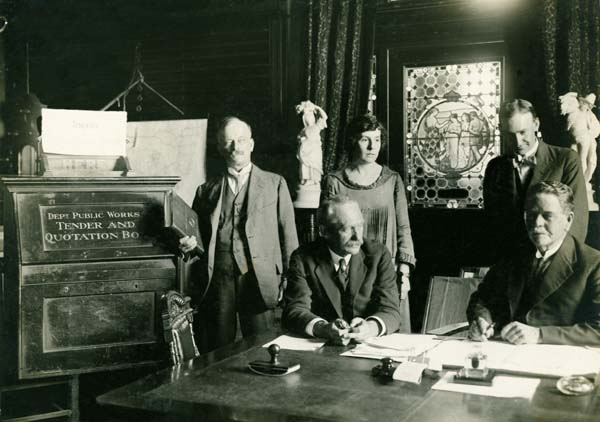
Apertura de las ofertas presentadas a la licitación del puente de la bahía de Sídney (1924)

Cuando el Parlamento de Nueva Gales del Sur aprobó la Ley del puente de la bahía en 1922, Kathleen Butler fue el primer miembro del personal designado para el equipo por su líder, el ingeniero jefe John Bradfield. Su cargo era el de secretaria confidencial del ingeniero jefe, lo que ocultaba su importante papel en el proyecto (hoy en día, su puesto de trabajo sería similar al de asesor técnico o gerente senior de proyectos). La prensa la describió como la "diosa madre del puente".
Fue "nombrada por sus méritos" y participó en todos los aspectos de la planificación del proyecto, actuando como el elemento clave del flujo de información, ya que dominaba todo tipo de cuestiones técnicas complejas de ingeniería. Cuando el Parlamento de Nueva Gales del Sur finalmente aprobó el plan para el puente de la bahía de Sídney y el sistema ferroviario subterráneo, Butler trabajó en la preparación de las especificaciones para la ingeniería del puente.
Entre 1922 y 1927 escribió numerosos artículos sobre el desarrollo del puente, actuando de hecho como relaciones públicas de la oficina de Bradfield. Copias encuadernadas de estos artículos se depositaron posteriormente en el Biblioteca Mitchell de Sídney.
En marzo de 1922, Bradfield salió de Australia y viajó al extranjero para investigar posibles propuestas de licitación de puentes, siguiendo instrucciones del gobierno. Se ha sugerido que como la Ley Nº 28 del Puente de la Bahía de Sídney se había retrasado debido a un cambio de poder político tras unas elecciones, el nuevo gobierno consideró la posibilidad de cancelar el proyecto y tenía la intención de pedirle a Bradfield que se quedara en Nueva York mientras se sometía a consulta si debía continuar con su trabajo. Butler conocía el calendario del viaje de Bradfield y le telegrafió para advertirle de que se le iba a remitir un telegrama oficial con este asunto, y que para poder continuar con su trabajo, debía estar en otra parte. El telegrama oficial nunca le llegó a Bradfield, dado que ya había partido hacia Londres.
En ausencia de Bradfield, Butler manejó la compleja correspondencia con las empresas internacionales que licitaron el proyecto en 1922. Estuvo presente en todas las entrevistas con los licitadores, y participó en la reunión para abrir las licitaciones al mediodía del 24 de enero de 1924. Su nombre figuraba en el pie de la fotografía que apareció ampliamente en la prensa para informar de este acto, junto a T. B. Cooper (Subsecretario de Obras), R. T. Ball (Ministro de Obras y Ferrocarriles), el ingeniero jefe John Bradfield y un tal Sr. Swift (secretario privado del Ministro de Obras).
Butler, Bradfield y el ingeniero de proyecto Gordon Stuckey trabajaron en el Informe sobre las licitaciones del puente de la bahía de Sídney durante siete días a la semana desde el 16 de enero hasta su aprobación el 16 de febrero de 1924, y Bradfield agradeció a Butler y a Stuckey su dedicación "alegre e incesante" para terminar el trabajo a tiempo. El informe recomendaba contratar a la empresa británica Dorman, Long & Co. Butler declararía más adelante al Evening Standard que "estuvimos trabajando en el informe seis semanas, día y noche, porque todos los licitadores estaban esperando conocer el resultado, y queríamos terminar cuanto antes nuestro cometido para que pudieran regresar a Estados Unidos, Inglaterra y Canadá lo antes posible. Creo que me sé de memoria ese informe y las especificaciones. Fueron días apasionantes. Yo era la única mujer presente en la sala del Ministro cuando se abrieron las licitaciones. Fue un momento muy emocionante".
Una vez que se seleccionó a la firma británica Dorman Long el 26 de febrero de 1924, Butler no perdió tiempo en dar a conocer los detalles de sus planes y escribió un artículo periodístico en profundidad sobre "Nuestro puente en arco de la bahía: el récord mundial" en el Sydney Mail el 12 de marzo de 1924. A finales de abril, Kathleen Butler estaba a bordo del buque RMS Ormonde con rumbo a Londres, acompañada por tres ingenieros con la misión de instalar las oficinas y ejecutar la parte londinense del proyecto, con base en la sede de Dorman Long. The Australasian afirmó que "la señorita Butler está a cargo del grupo visitante, ganando 500 libras esterlinas al año...", un salario muy significativo y mucho mayor que el salario de mecanógrafa de 1916 de 110 libras anuales cuando se unió por primera vez al Departamento de Obras Públicas de Nueva Gales del Sur en Sídney. Sus tareas incluían "atender las cuestiones más difíciles y técnicas relacionadas con el contrato, y ocuparse de una gran cantidad de correspondencia".
Dorothy Donaldson Buchanan, la primera mujer en Gran Bretaña en obtener el título de ingeniera civil, estaba trabajando en el proyecto del puente en las mismas oficinas de Dorman Long en ese momento.
Una vez que Bradfield se unió al equipo en Londres, se iniciaron las visitas a los talleres de Dorman en Middlesbrough para inspeccionar el desarrollo de los trabajos.
Butler recibió una entusiasta atención de la prensa en Londres y también de la de Australia por su trabajo. Su llegada a Londres apareció tanto en la revista sufragista The Vote como en varias columnas con comentarios sociales, en las que la felicitaban por su experiencia y destacaban su interés por el surf, el tenis y el baile. Como dijo The Echo en 1924: "Es una defensora del trabajo duro combinado con una parte igual de recreo saludable". La revista The Woman Engineer de la Women's Engineering Society (WES) describió a Butler como una pionera y "la primera mujer australiana en mostrar un interés práctico en el trabajo de ingeniería". La WES la invitó a eventos y se mantuvo en contacto con algunos miembros de la asociación durante varios años después de su visita.

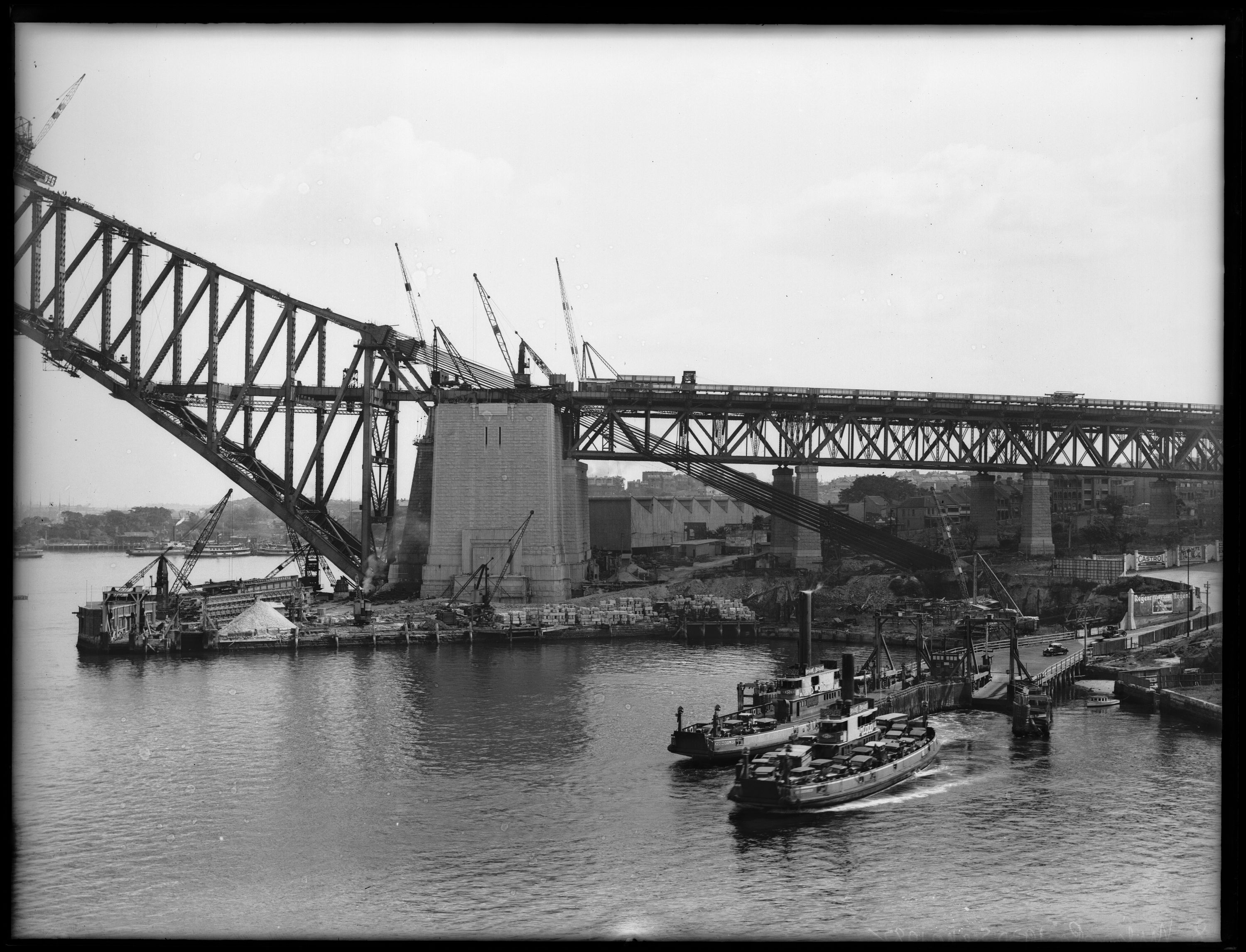
El puente de la bahía de Sídney en construcción

Kathleen Butler abandonó Gran Bretaña el 15 de noviembre de 1924, navegando desde Southampton en el RMS Berengaria en compañía de Bradfield. En enero de 1925, su familia le organizó una fiesta en Lithgow donde anunció que "regresaría a Sídney el lunes, y el martes comenzaría en serio el trabajo de seis años de construcción del puente de la bahía". Fue honrada en un almuerzo de la Asociación de Trabajadoras Profesionales en febrero de 1925, organizado por Grace Scobie, Mary Jamieson Williams y la doctora Mary Booth, destacadas activistas australianas por los derechos de las mujeres.
Estuvo presente en la ceremonia de la puesta de la primera piedra del Acceso Ferroviario Norte al puente y se le agradecieron públicamente los servicios prestados. Bradfield le rindió homenaje en un artículo que escribió para su D.Sc. Licenciatura en la Universidad de Sydney. Butler fue miembro del Comité en Memoria de la Guerra de la Universidad de Sídney y participó en el Memorial Carillion. Su función era representar las opiniones de las mujeres más jóvenes.
En 1926 contribuyó con dos artículos ilustrados a la revista The Woman Engineer, detallando el progreso del trabajo técnico en el puente de la bahía de Sídney, incluida una fotografía de la propia Butler perforando el primer orificio en la estructura de acero del puente. Realizó visitas a la obra con los ingenieros del proyecto, incluida la inspección de la excavación para la cimentación del lado suroeste.
Butler se casó a principios de 1927, lo que la llevó a tener que dejar su empleo, ya que entonces no era habitual que las mujeres casadas continuaran trabajando. Su regalo de despedida fue un reloj de pie, presentado como muestra de "la buena voluntad y estima de los funcionarios de las ramas de construcción del puente de la bahía de Sídney y del Ferrocarril Metropolitano y del Departamento de Obras Públicas" y la declaración de Bradfield de que "la capacidad de la señorita Butler la llevó a alcanzar el puesto de confianza y responsabilidad que ostentaba en el Departamento, y que su jubilación sería una clara pérdida para la oficina del puente".

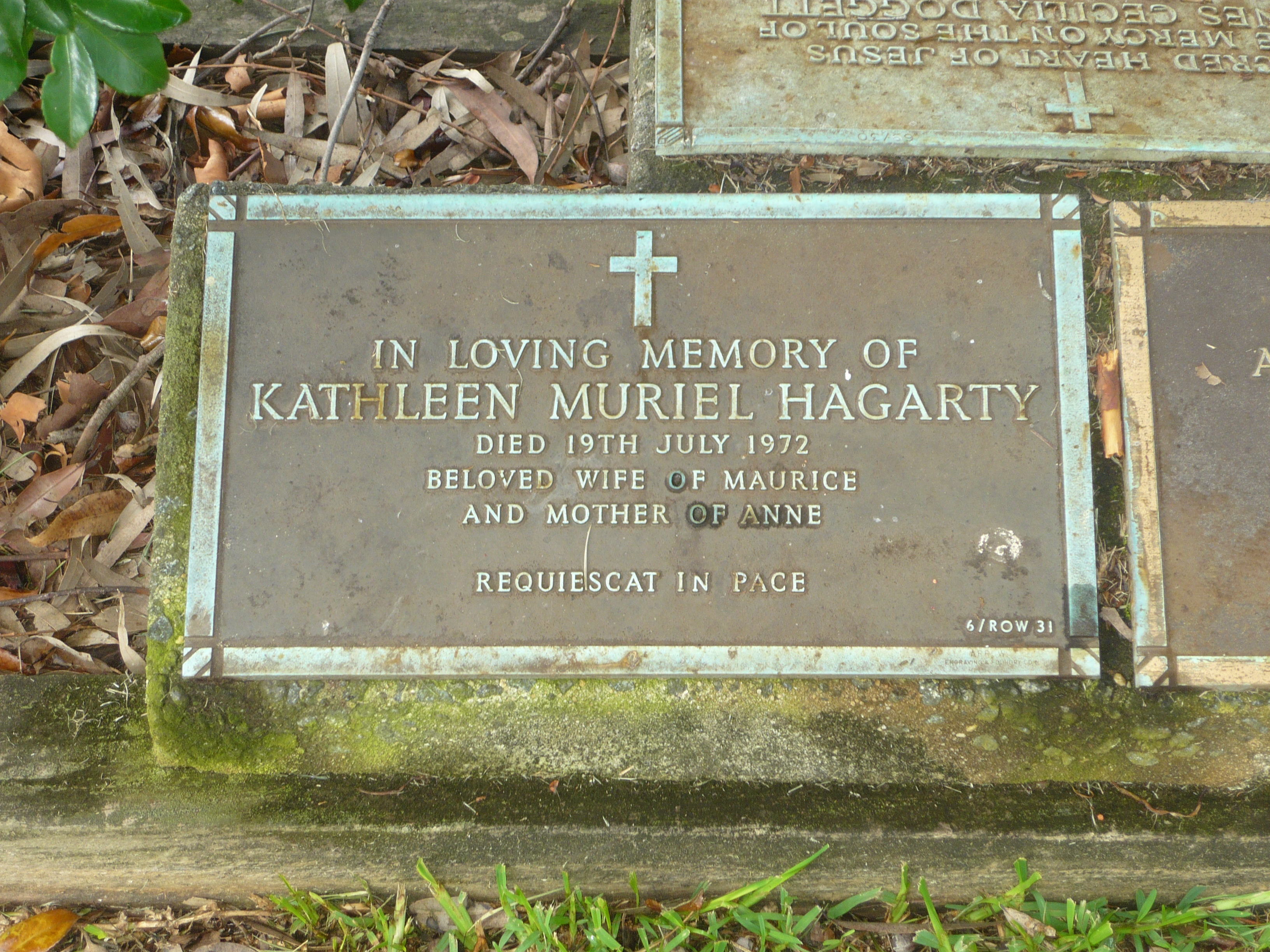
Tumba de Kathleen Muriel Butler (Mrs Hagarty) en el cementerio de Macquarie Park (Sídney)

## Vida personal

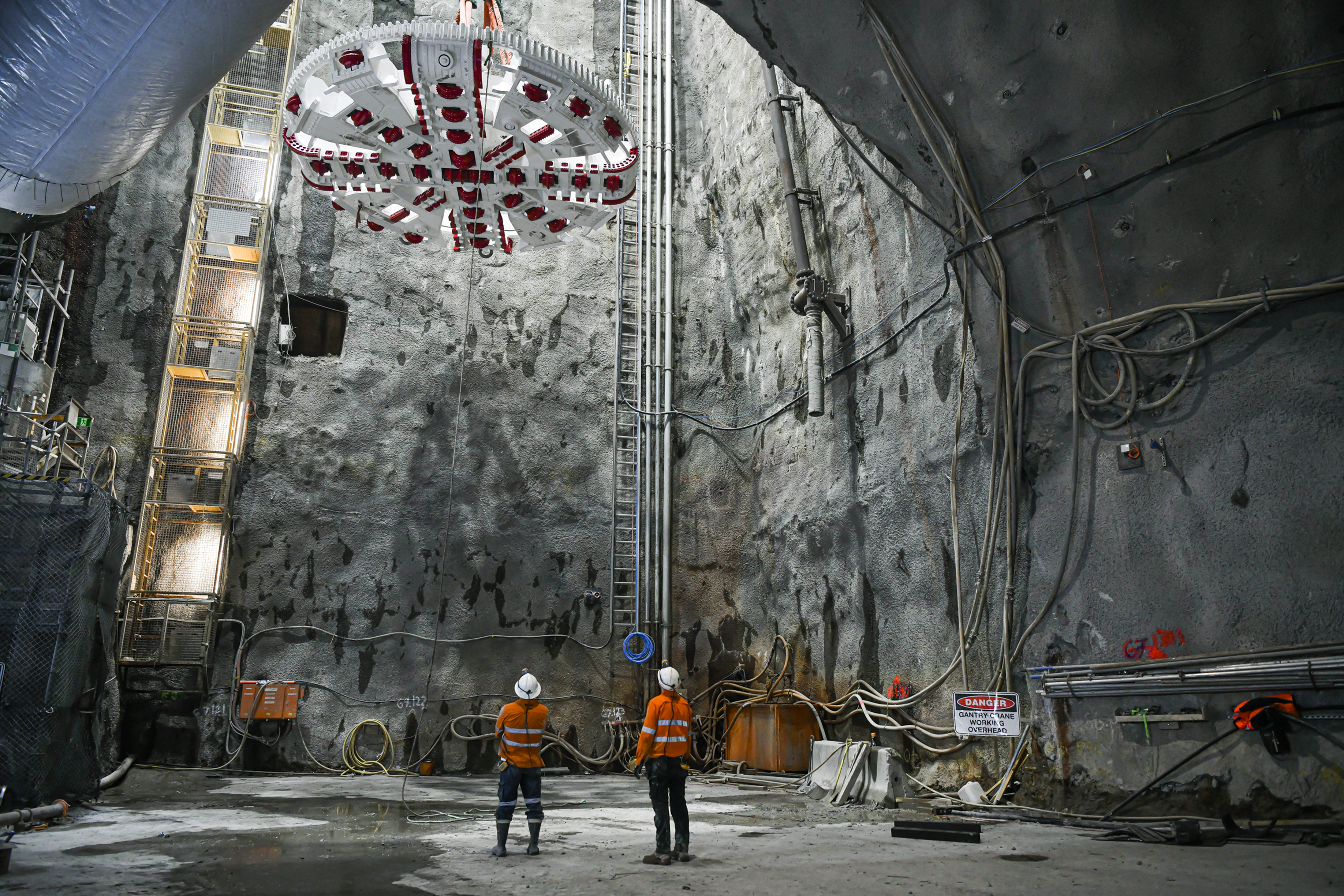
Metro de Sídney-Barangaroo. Cabeza de corte de la tuneladora llamada Kathleen en honor a Kathleen Butler

El 20 de abril de 1927, Butler se casó con Maurice Hagarty, un ganadero de Cunnamulla (Queensland) en la Catedral de Santa María de Sídney. Le había propuesto matrimonio cantando ópera.
En 1931 tuvieron una hija, Anne Josephine. Butler se mantuvo en contacto con la familia Bradfield y la visitó durante la inauguración del puente en 1932. En 1936 llevó a su hija a visitar a Bradfield y a su esposa Edith en Sídney, admitiendo que "no podía frenar su interés por el nuevo puente de Queensland en Kangaroo Point [el puente Story de Brisbane, del que Bradfield fue el ingeniero consultor] y que 'odiaba haber quedado fuera de este proyecto'".
El matrimonio no fue feliz, y Hagarty se mostró violento con su esposa y con su hija. Kathleen finalmente dejó a su marido en la década de 1950, después de que su hija se casara y se fuera de casa. Regresó a Sídney y vivió en un piso debajo del de su hermana Grace. Cuando sus nietos vinieron a pasar temporadas con ella, hizo llenar el jardín con arena para replicar lo que conocían de su casa en el interior, y hacerlos así sentir más cómodos.
Kathleen Butler Hagarty murió el 19 de julio de 1972, a la edad de 81 años. Está enterrada en el cementerio de Macquarie Park, en Sídney.

## Reconocimientos
En 2019, una tuneladora de 130 metros utilizada para ampliar la red del Metro de Sídney recibió el nombre de Kathleen en su honor.
En 2022, Butler fue elegida como una de las personas notables enterradas en el cementerio de Macquarie Park, cuyas historias de vida se contaron en video como parte de la conmemoración del centenario del cementerio.
En noviembre de 2023, se anunció que Butler era una de las ocho mujeres elegidas para ser conmemoradas en la segunda ronda de placas azules patrocinadas por el Gobierno de Nueva Gales del Sur junto con, entre otras: Emma Jane Callaghan, una partera y activista aborigen; Susan Katherina Schardt, una filántropa dedicada a la atención de enfermos incurables; Dorothy Drain, una de las primeras corresponsales de guerra de Australia; la escritora Charmian Clift; Pearl Mary Gibbs, activista del movimiento por los derechos de los aborígenes; y la trabajadora de la beneficencia Grace Emily Munro.